# Atletismo na Universíada de Verão de 1959
O atletismo na Universíada de Verão de 1959 foi disputado no Estádio Olímpico Grande Torino em Turim, na Itália entre 3 a 6 de setembro de 1959. Foram disputadas 29 modalidades entre masculino e feminino. 

## Resultado

### Masculino
Os resultados na categoria masculina foram os seguintes. 
| Evento                 | Ouro                                                                                   | Ouro    | Prata                                                                                       | Prata   | Bronze                                                                | Bronze  |
| ---------------------- | -------------------------------------------------------------------------------------- | ------- | ------------------------------------------------------------------------------------------- | ------- | --------------------------------------------------------------------- | ------- |
| 100 metros             | Livio Berruti · Itália                                                                 | 10.5    | Jean-Claude Penez · França                                                                  | 10.8    | Romain Poté · Bélgica                                                 | 10.8    |
| 200 metros             | Livio Berruti · Itália                                                                 | 20.9    | Nikolaos Georgopoulos · Grécia                                                              | 21.6    | Fritz Helfrich · Alemanha Ocidental                                   | 21.7    |
| 400 metros             | Viktor Šnajder · Iugoslávia                                                            | 47.5    | Walter Oberste · Alemanha Ocidental                                                         | 47.9    | Otto Klappert · Alemanha Ocidental                                    | 47.9    |
| 800 metros             | Dieter Heydecke · Alemanha Ocidental                                                   | 1:50.5  | John Holt · Reino Unido                                                                     | 1:50.5  | Kuniaki Watanabe · Japão                                              | 1:50.9  |
| 1 500 metros           | Béla Szekeres · Hungria                                                                | 3:50.9  | John Winch · Reino Unido                                                                    | 3:52.0  | Kuniaki Watanabe · Japão                                              | 3:52.1  |
| 5 000 metros           | Kevin Gilligan · Reino Unido                                                           | 14:09.8 | Saburo Yokomizo · Japão                                                                     | 14:14.8 | Jaroslav Bohatý-Pavelka · Tchecoslováquia                             | 14:18.0 |
| 110 metros barreiras   | Stanko Lorger · Iugoslávia                                                             | 14.2    | Nereo Svara · Itália                                                                        | 14.4    | Giorgio Mazza · Itália                                                | 14.4    |
| 400 metros barreiras   | Salvatore Morale · Itália                                                              | 52.1    | Germano Gimelli · Itália                                                                    | 52.8    | Wiesław Król · Polónia                                                | 53.2    |
| 4×100 metros estafetas | Itália · Guido De Murtas · Salvatore Giannone · Giorgio Mazza · Livio Berruti          | 41.0    | Alemanha Ocidental · Rudolf Sundermann · Martin Reichert · Burkhart Quantz · Fritz Helfrich | 41.0    | França · Ali Brakchi · Joël Caprice · Jean-Claude Penez · Guy Lagorce | 41.4    |
| 4×400 metros estafetas | Alemanha Ocidental · Albert Grawitz · Burkhart Quantz · Walter Oberste · Otto Klappert | 3:09.5  | Itália · Elio Catola · Nereo Fossati · Mario Fraschini · Germano Gimelli                    | 3:11.4  | Reino Unido · Robert Hay · Mike Robinson · John Holt · Norman Futter  | 3:12.2  |
| Salto em altura        | Cornel Porumb · Roménia                                                                | 2.01    | Vladimir Marjanović · Iugoslávia                                                            | 1.96    | Raycho Aleksandrov · União SoviéticaKazimierz Fabrykowski · Polónia   | 1.96    |
| Salto com vara         | Noriaki Yasuda · Japão                                                                 | 4.35    | Mirko Kuzmanovic · Iugoslávia                                                               | 4.30    | Bernard Balastre · França                                             | 4.20    |
| Salto em comprimento   | Attilio Bravi · Itália                                                                 | 7.46    | Maurizio Terenziani · Itália                                                                | 7.43    | Ali Brakchi · França                                                  | 7.42    |
| Salto triplo           | Oleg Ryakhovskiy · União Soviética                                                     | 15.74   | Koji Sakurai · Japão                                                                        | 15.55   | Hiroshi Shibata · Japão                                               | 15.44   |
| Arremesso de peso      | Hermann Lingnau · Alemanha Ocidental                                                   | 17.32   | Zsigmond Nagy · Hungria                                                                     | 17.10   | Georgios Tsakanikas · Grécia                                          | 16.70   |
| Lançamento de disco    | Antonios Kounadis · Grécia                                                             | 53.07   | Vladimir Lyakhov · União Soviética                                                          | 52.79   | Eugeniusz Wachowski · Polónia                                         | 52.22   |
| Lançamento do martelo  | Gyula Zsivótzky · Hungria                                                              | 63.65   | Anatoliy Samotsvetov · União Soviética                                                      | 63.61   | Krešimir Račić · Iugoslávia                                           | 62.32   |
| Lançamento do dardo    | Hermann Salomon · Alemanha Ocidental                                                   | 75.95   | Gergely Kulcsár · Hungria                                                                   | 75.80   | Alexandru Bizim · Roménia                                             | 72.81   |
| Pentatlo               | Vasili Kuznetsov · União Soviética                                                     | 4006    | Hermann Salomon · Alemanha Ocidental                                                        | 3530    | Miloš Vojtek · Tchecoslováquia                                        | 3048    |

### Feminino
Os resultados na categoria feminina foram os seguintes. 
| Evento                 | Ouro                                                                                         | Ouro   | Prata                                                                   | Prata  | Bronze                                                                                  | Bronze |
| ---------------------- | -------------------------------------------------------------------------------------------- | ------ | ----------------------------------------------------------------------- | ------ | --------------------------------------------------------------------------------------- | ------ |
| 100 metros             | Giuseppina Leone · Itália                                                                    | 11.7   | Lyudmila Nechayeva · União Soviética                                    | 12.0   | Catherine Capdevielle · França                                                          | 12.1   |
| 200 metros             | Giuseppina Leone · Itália                                                                    | 23.8   | Barbara Janiszewska · Polónia                                           | 24.2   | Lyudmila Nechayeva · União Soviética                                                    | 24.7   |
| 800 metros             | Nicole Goullieux · França                                                                    | 2:11.1 | Edith Schiller · Alemanha Ocidental                                     | 2:11.3 | Klavdiya Babintseva · União Soviética                                                   | 2:12.3 |
| 80 metros barreiras    | Nelli Yelisayeva · União Soviética                                                           | 11.1   | Snezhana Kerkova · Bulgária                                             | 11.4   | Elżbieta Krzesińska · Polónia                                                           | 11.5   |
| 4×100 metros estafetas | União Soviética · Nelli Yeliseyeva · Larisa Kuleshova · Tamara Makarova · Lyudmila Nechayeva | 46.9   | Itália · Anna Doro · Fausta Galluzzi · Giuseppina Leone · Nadia Mecocci | 47.5   | Alemanha Ocidental · Ilsabe Heider · Antje Gleichfeld · Kristianne Foss · Inge Fuhrmann | 48.1   |
| Salto em altura        | Iolanda Balaș · Roménia                                                                      | 1.80   | Valentina Ballod · União Soviética                                      | 1.73   | Jarosława Jóźwiakowska · Polónia                                                        | 1.61   |
| Salto em comprimento   | Elżbieta Krzesińska · Polónia                                                                | 5.94   | Tamara Makarova · União Soviética                                       | 5.76   | Larisa Kuleshova · União Soviética                                                      | 5.71   |
| Arremesso de peso      | Lidia Sharamovich · Bulgária                                                                 | 13.97  | Milena Usenik · Iugoslávia                                              | 13.90  | Antonia Vehoff · Alemanha Ocidental                                                     | 13.11  |
| Lançamento de disco    | Györgyi Hegedus · Hungria                                                                    | 46.76  | Elivia Ricci · Itália                                                   | 45.56  | Ida Bucsányi · Hungria                                                                  | 43.38  |
| Lançamento do dardo    | Elvīra Ozoliņa · União Soviética                                                             | 49.95  | Urszula Figwer · Polónia                                                | 47.02  | Maria Diţi · Roménia                                                                    | 46.86  |

## Quadro de medalhas
| Ordem | País                   | Medalha de ouro | Medalha de prata | Medalha de bronze |    |
| ----- | ---------------------- | --------------- | ---------------- | ----------------- | -- |
| 1     | ITA Itália             | 7               | 6                | 1                 | 14 |
| 2     | URS União Soviética    | 5               | 5                | 4                 | 14 |
| 3     | FRG Alemanha Ocidental | 4               | 4                | 4                 | 12 |
| 4     | HUN Hungria            | 3               | 2                | 1                 | 6  |
| 5     | YUG Iugoslávia         | 2               | 3                | 1                 | 6  |
| 6     | ROM Romênia            | 2               |                  | 2                 | 4  |
| 7     | POL Polônia            | 1               | 2                | 5                 | 8  |
| 8     | JPN Japão              | 1               | 2                | 3                 | 6  |
| 9     | GBR Grã-Bretanha       | 1               | 2                | 1                 | 4  |
| 10    | FRA França             | 1               | 1                | 4                 | 6  |
| 11    | GRE Grécia             | 1               | 1                | 1                 | 3  |
| 12    | BUL Bulgária           | 1               | 1                |                   | 2  |
| 14    | TCH Checoslováquia     |                 |                  | 2                 | 2  |
| 15    | BEL Bélgica            |                 |                  | 1                 | 1  |
| TOTAL | TOTAL                  | 29              | 29               | 30                | 88 |

Legenda
| Recorde mundial        | Recorde mundial (World record)               |                       | Recorde africano                      | Recorde africano (African) |                                           | Q | Classificado por posição (Qualified) |
| Recorde da Universíada | Recorde da Universíada (Universiade record)  | Recorde da América    | Recorde da América (Americas)         | q                          | Classificado por melhor tempo (Qualified) |   |                                      |
| Melhor marca do ano    | Melhor marca do ano (World leading)          | Recorde asiático      | Recorde asiático (Asian)              | DNS                        | Não largou (Did not start)                |   |                                      |
| Recorde nacional       | Recorde nacional (National record)           | Recorde europeu       | Recorde europeu (European)            | DNF                        | Não terminou (Did not finish)             |   |                                      |
| Recorde pessoal        | Recorde pessoal do atleta (Personal best)    | Recorde da Oceania    | Recorde da Oceania (Oceania)          | DSQ / DQ                   | Desclassificado (Disqualified)            |   |                                      |
| Recorde da temporada   | Recorde da temporada do atleta (Season best) | Recorde sul-americano | Recorde sul-americano (South America) | NM                         | Sem marca (No mark)                       |   |                                      |